# Gogmagog (banda)
Gogmagog fue un supergrupo británico que contaba como miembros a varios representantes famosos de la New Wave Of British Heavy Metal. Solamente publicaron un EP de 3 canciones en 1985.

## Miembros
- Paul Di'Anno, cantante de Iron Maiden.
- Pete Willis, guitarrista de Def Leppard y más adelante tocó en Roadhouse.
- Janick Gers, guitarrista de White Spirit y posteriormente de Iron Maiden.
- Neil Murray, bajista de Whitesnake y Black Sabbath.
- Clive Burr, batería de Iron Maiden.

## Discografía
- I Will Be There (1985, EP)

Compuesto por las canciones:
1. "I Will Be There"
2. "Living In A Fucking Timewarp"
3. "It's Illegal, It's Immoral, It's Unhealthy, But It's Fun"

- Datos: Q2629696